# Gloeomonas ovalis
Gloeomonas ovalis là một loài tảo trong họ Chlamydomonadaceae, thuộc chi Gloeomonas.